# Cerapachys niger
Cerapachys niger är en myrart som först beskrevs av Santschi 1914.  Cerapachys niger ingår i släktet Cerapachys och familjen myror. Inga underarter finns listade i Catalogue of Life.